# Boca do Acre (ort)
Boca do Acre är en ort i delstaten Amazonas i nordvästra Brasilien. Den är centralort i en kommun med samma namn, och folkmängden uppgick till cirka 19 000 invånare vid folkräkningen 2010. Boca do Acre är belägen där Acrefloden mynnar ut i den större Purusfloden.